# جستجوی وحشی
جستجوی وحشی (به انگلیسی: Wild Search) یک فیلم سینمایی اکشن هنگ کنگی محصول سال ۱۹۸۹ به کارگردانی رینگو لام با بازی چو یون فات است. این فیلم بازسازی شاهد (فیلم ۱۹۸۵) می‌باشد.

## بازیگران
- چو یون فات
- چری چانگ
- روی چوان
- پل چون
- چان چوک
- کو فنگ
- تامی وونگ
- لاو کنگ
- الین جین
- وان یونگ مینگ